# Stade Avanhard (Louhansk)

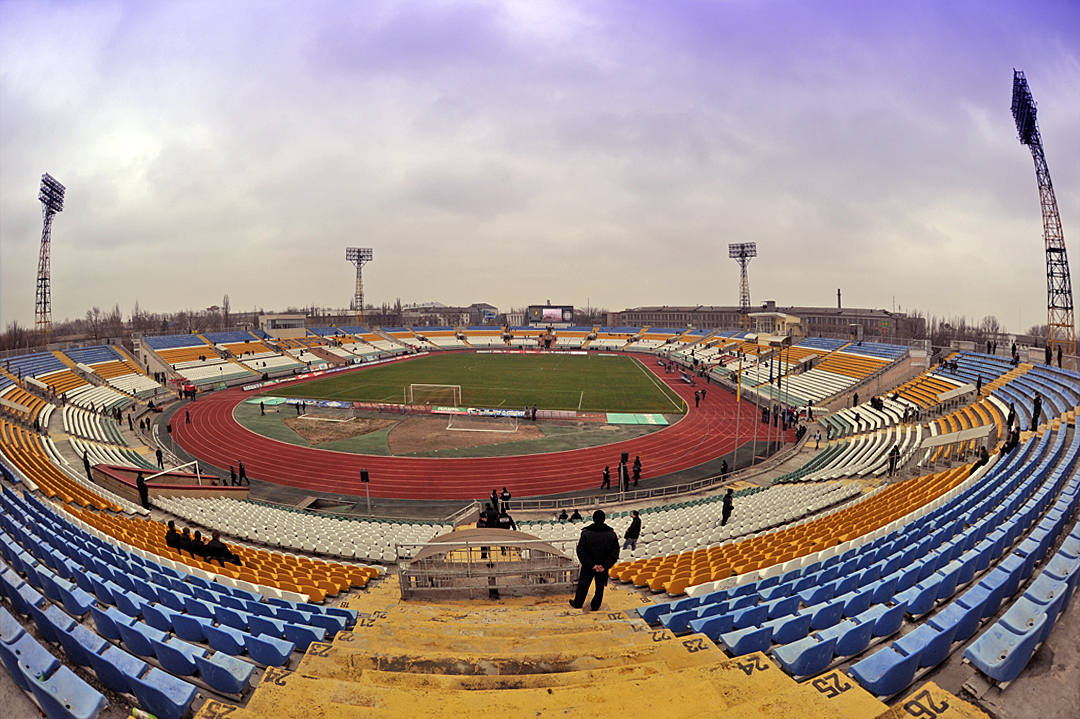

Le stade Avanhard (en ukrainien : Стадіон Авангард) est un stade omnisports de 22 288 places situé à Louhansk, en Ukraine. 

## Histoire
Le stade est inauguré en 1951 sous le nom de Kliment Vorochilov, et devient Avanhard (Avangard) dix ans plus tard. 